# 피로시키

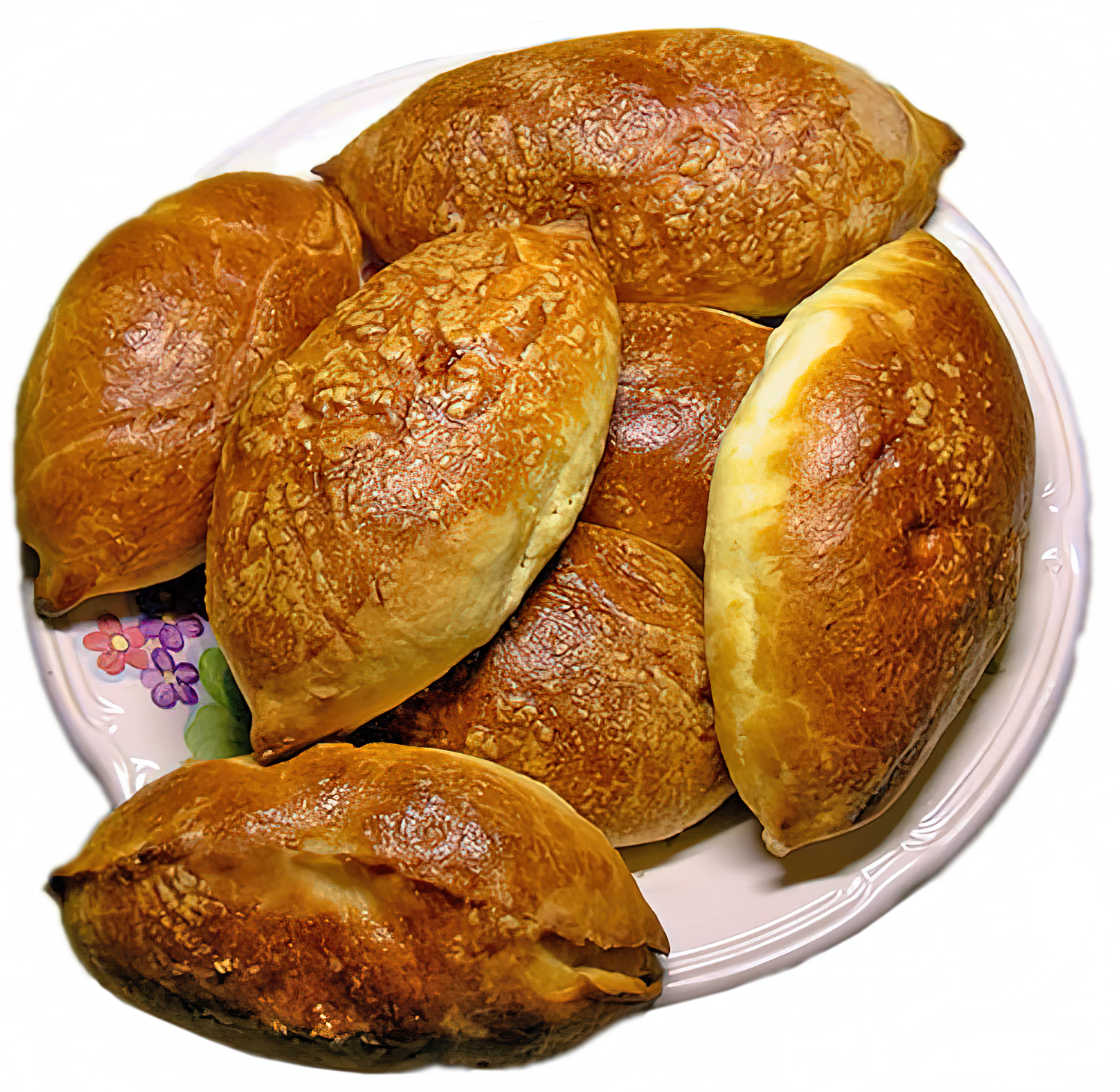
피로슈키

피로시키(러시아어: пирожки→작은 파이), 피로슈키는 러시아의 빵이다.
한편 본고장인 러시아에서는 채소, 고기, 소시지 등을 속에 넣은 여러 종류가 있다.
피로슈키는 러시아의 전통적인 가정 요리인 동시에 패스트푸드점이나 거리에서도 팔리고 있는 일반적인 음식이다. 피로시키는 우크라이나, 라트비아, 폴란드에도 전해졌고, 현재는 세계적으로 유명한 음식이 되었다.

## 같이 보기
- 카레빵
- 만두
- 피에로기
- 피로히